# Agence pour le développement économique de la région lyonnaise
L’Agence pour le développement économique de la région lyonnaise (ADERLY) est une association qui aide les entreprises à s'implanter et à se développer à Lyon et en région lyonnaise.  
Elle est cofondée en 1974 par la Chambre de Commerce et d’Industrie de Lyon, le Grand Lyon, le Conseil général du Rhône et le MEDEF Lyon-Rhône. 

## Historique
Créée en 1974, cet organisme local a été fondé à l’initiative de la DATAR et est cofondée par le Grand Lyon, la Chambre de Commerce et d’Industrie de Lyon, le Conseil général du Rhône et le Medef Lyon-Rhône. Elle s’appuie également sur une cinquantaine de membres de l’économie publique et privée : entreprises, responsables du monde de l’enseignement et de la recherche, décideurs et acteurs de la vie économique de la région lyonnaise.

## ONLYLYON et Invest in Lyon
L’ADERLY fait partie des partenaires de la démarche ONLYLYON, qui a pour objectif de renforcer la notoriété nationale et internationale de Lyon et in fine, l’attractivité de la région lyonnaise. Elle est constituée selon un mode de gouvernance de treize partenaires institutionnels et économiques :
- ADERLY
- Aéroports de Lyon
- CCI de Lyon
- CGPME du Rhône
- Chambre des Métiers et de l’Artisanat du Rhône
- Cité Centre des Congrès de Lyon
- Département du Rhône
- Eurexpo
- Grand Lyon
- Lyon Tourisme et Congrès
- Medef Lyon-Rhône
- Université de Lyon
- Ville de Lyon

## Activité
L’ADERLY est un outil du territoire de la région lyonnaise en matière d’attraction d’investisseurs étrangers. Elle accompagne les entreprises en leur proposant des services pour leur implantation ou développement sur le territoire. L’agence est composée de 30 personnes réparties en Business Units : sciences du vivant, cleantechnologies et industries, tertiaire, projets et territoires. Elle a aussi un bureau à Paris pour servir la prospection Tertiaire. En 2012, l’ADERLY a aidé 71 entreprises à s’implanter en région lyonnaise.
En 2014, l'Aderly revendique l'installation par son entremise de 60 % des 77 entreprises nouvellement arrivées sur le territoire de la métropole lyonnaise. Sur l'année, elle a travaillé sur environ 350 à 400 projets. Elle estime avoir contribué à faire atteindre par la métropole la 17e place mondiale et à la 7e place européenne de l'attractivité des villes d'IBM Institute for Business Value.